# Philibertia tomentosa
Philibertia tomentosa är en oleanderväxtart som först beskrevs av Joseph Decaisne, och fick sitt nu gällande namn av Goyder. Philibertia tomentosa ingår i släktet Philibertia och familjen oleanderväxter. Inga underarter finns listade i Catalogue of Life.